# ReMarcoble
reMarcoble è il secondo album solista pubblicato da Marco Sfogli.

## Tracce
1. Intro – 1:15
2. Jester's Tears – 5:09
3. The Reaction – 3:51
4. reMarcoble – 4:14
5. Far From Me – 5:36
6. Heartburn – 4:47
7. The Forest – 7:10
8. Father to Son – 5:26
9. Save Yourself – 4:54
10. Song of Ben and C. – 3:00
11. The Barbarian – 4:32